# ARID1A
La proteína ARID1A ("dominio de interacción rico en AT de la proteína A1", del inglés "AT-rich interactive domain-containing protein 1A") es una proteína humana codificada por el gen arid1A. Este gen codifica una proteína de la familia SWI/SNF, cuyos miembros tienen actividades de tipo helicasa y ATPasa, y están implicados en la regulación de la transcripción de determinados genes por medio de alteraciones en la estructura de la cromatina en la región que alberga dichos genes. La proteína codificada forma parte del complejo SNF/SWI de remodelación de la cromatina dependiente de ATP, el cual es necesario para la activación transcripcional de genes normalmente reprimidos por la estructura de la cromatina. ARID1A posee al menos dos dominios conservados que podrían ser cruciales para esta función. El primero de ellos, es un dominio de unión a ADN que puede unirse específicamente a regiones del ADN ricas en AT. El segundo de ellos, es el dominio C-terminal de la proteína el cual es capaz de estimular la activación de la transcripción de glucocorticoides dependientes de receptor. Parece ser que esta proteína confiere especificidad al complejo SNF/SWI y podría ser la responsable de reclutar y dirigir el complejo a sus dianas correspondientes por medio de interacciones proteína-ADN o proteína-proteína. Cabe destacar que han sido descritos dos transcritos diferentes provenientes del mismo gen, que dan lugar a dos isoformas de la proteína.

## Interacciones
La proteína ARID1A ha demostrado ser capaz de interaccionar con:
- SMARCB1[4][5]
- SMARCA4[5][6]